# Snooker-Amateurweltmeisterschaft 1968
Die Snooker-Amateurweltmeisterschaft 1968 war die dritte Auflage der Amateur-Weltmeisterschaft im Snooker. Sie fand im November 1968 im australischen Sydney statt.
Weltmeister wurde der Engländer David Taylor durch einen 8:7-Sieg im Finale gegen den Australier Max Williams.

## Modus
Die zehn teilnehmenden Spieler wurden in zwei Gruppen eingeteilt, in denen sie im Round-Robin-Modus gegeneinander antraten. Die zwei Bestplatzierten beider Gruppe qualifizierten sich für die Finalrunde, die im K.-o.-System ausgespielt wurde.

## Vorrunde

### Gruppe 1
| Platz | Spieler            | G | V | Frames |
| ----- | ------------------ | - | - | ------ |
| 1     | David Taylor       | 4 | 0 | 30:13  |
| 2     | Jimmy van Rensberg | 3 | 1 | 22:14  |
| 3     | Harry Andrews      | 2 | 2 | 17:16  |
| 4     | Tony Monteiro      | 1 | 3 | 17:22  |
| 5     | Lance Napper       | 0 | 4 | 09:30  |

| Harry Andrews      | – | Lance Napper       | 6:1 |
| Harry Andrews      | – | Tony Monteiro      | 6:3 |
| Tony Monteiro      | – | Lance Napper       | 6:4 |
| David Taylor       | – | Lance Napper       | 6:2 |
| David Taylor       | – | Harry Andrews      | 6:3 |
| David Taylor       | – | Tony Monteiro      | 6:4 |
| David Taylor       | – | Jimmy van Rensberg | 6:4 |
| Jimmy van Rensberg | – | Harry Andrews      | 6:2 |
| Jimmy van Rensberg | – | Lance Napper       | 6:2 |
| Jimmy van Rensberg | – | Tony Monteiro      | 6:4 |

### Gruppe 2
| Platz | Spieler        | G | V | Frames |
| ----- | -------------- | - | - | ------ |
| 1     | Max Williams   | 3 | 1 | 22:14  |
| 2     | Paddy Morgan   | 3 | 1 | 19:14  |
| 3     | Mohammed Lafir | 2 | 2 | 19:16  |
| 4     | Shyam Shroff   | 2 | 2 | 20:19  |
| 5     | Robert Flutey  | 0 | 4 | 07:30  |

| Mohammed Lafir | – | Paddy Morgan   | 6:1 |
| Mohammed Lafir | – | Robert Flutey  | 6:3 |
| Paddy Morgan   | – | Robert Flutey  | 6:0 |
| Paddy Morgan   | – | Shyam Shroff   | 6:4 |
| Paddy Morgan   | – | Max Williams   | 6:4 |
| Shyam Shroff   | – | Mohammed Lafir | 6:3 |
| Shyam Shroff   | – | Robert Flutey  | 6:4 |
| Max Williams   | – | Robert Flutey  | 6:0 |
| Max Williams   | – | Shyam Shroff   | 6:4 |
| Max Williams   | – | Mohammed Lafir | 6:4 |

## Finalrunde
|  | Halbfinale         | Halbfinale |              |              | Finale | Finale |
|  |                    |            |              |              |        |        |
|  |                    |            |              |              |        |        |
|  | David Taylor       | 8          |              |              |        |        |
|  | Paddy Morgan       | 3          |              |              |        |        |
|  |                    |            | David Taylor | 8            |        |        |
|  |                    |            |              | Max Williams | 7      |        |
|  | Max Williams       | 8          |              |              |        |        |
|  | Jimmy van Rensberg | 7          |              |              |        |        |
|  |                    |            |              |              |        |        |